# The Christmas Attic
The Christmas Attic è il secondo album in studio del gruppo musicale statunitense Trans-Siberian Orchestra, pubblicato nel 1998.
Si tratta del secondo disco di una trilogia natalizia, iniziata con Christmas Eve and Other Stories (1996) e conclusasi con The Lost Christmas Eve (2004).

## Tracce
1. The Ghosts of Christmas Eve – 2:15
2. Boughs of Holly (instrumental) – 4:24
3. The World That She Sees – 6:00
4. Midnight Christmas Eve (instrumental) – 4:21
5. The March of the Kings/Hark the Herald Angels Sing (instrumental) – 3:52
6. The Three Kings and I (What Really Happened) – 6:29
7. Christmas Canon – 4:19
8. Joy/Angels We Have Heard on High – 3:55
9. Find Our Way Home – 3:45
10. Appalachian Snowfall (instrumental) – 4:12
11. The Music Box – 3:00
12. The Snow Came Down – 5:43
13. Christmas in the Air – 4:12
14. Dream Child (A Christmas Dream) – 7:04
15. An Angel's Share – 3:05
16. Music Box Blues – 5:36

## Formazione
- Jody Ashworth, Joe Cerisano, Katrina Chester, Marlene Danielle, Thomas Farese, Peggy Harley, Daryl B. Pediford - voce
- Peggy Harley, Robert Kinkel, Maurice Lauchner, Al Pitrelli, Jon Oliva, Timara Sanders, Zak Stevens, Doug Thoms, Yolanda Wyns - cori
- Robert Kinkel - piano, tastiera
- Johnny Lee Middleton - basso
- Jon Oliva - piano, tastiera, basso
- Paul O'Neill - chitarra
- Al Pitrelli - basso
- Jeff Plate - batteria
- Chris Caffery - chitarra